# Béla Réthy

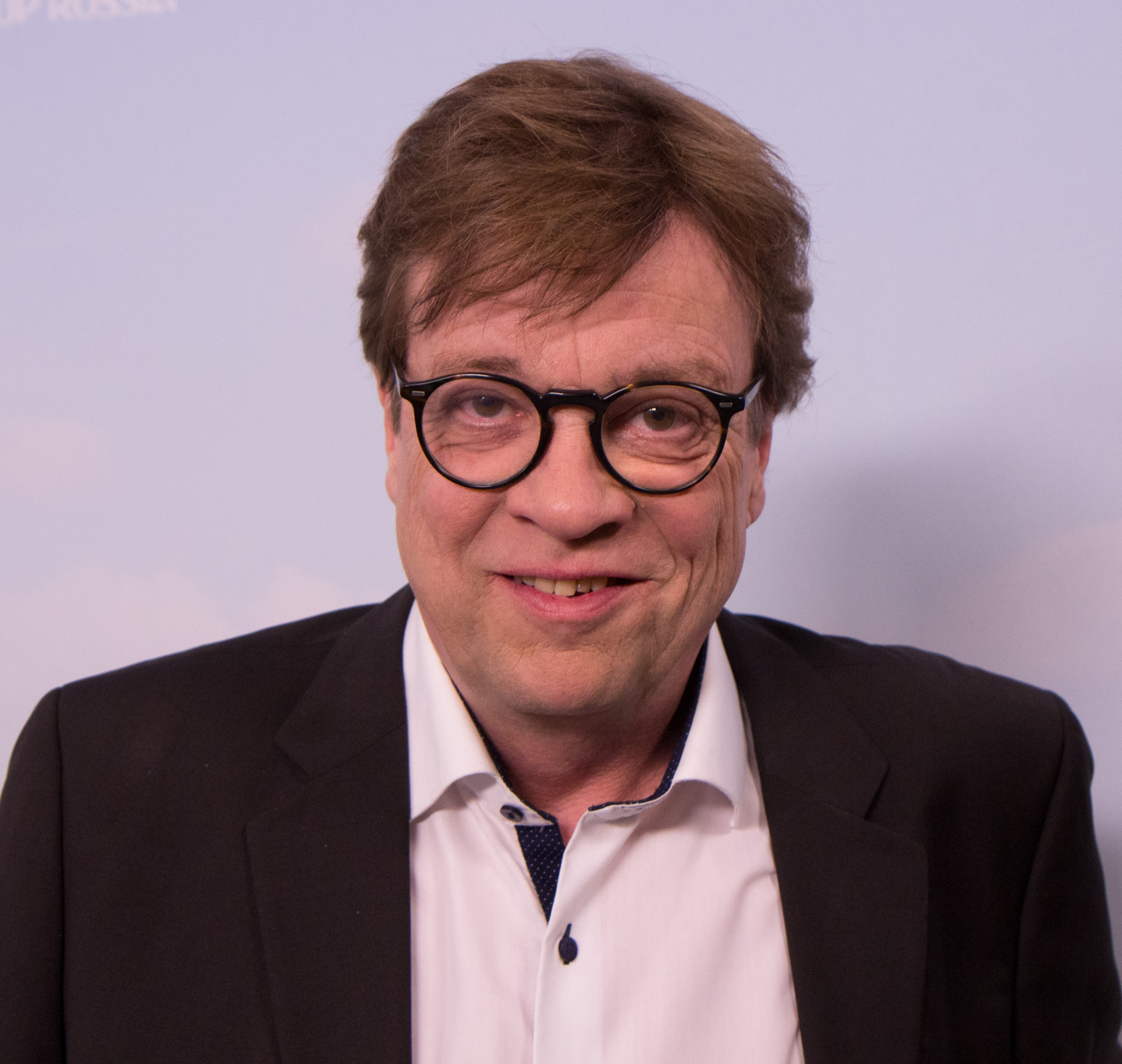
Béla Réthy während einer Pressekonferenz 2018

Béla-Andreas Réthy (* 14. Dezember 1956 in Wien) ist ein ehemaliger deutscher Sportjournalist und Kommentator ungarischer Herkunft.

## Leben
Réthy wurde in Wien geboren, nachdem seine Eltern kurz zuvor ihre Heimat Ungarn nach dem Volksaufstand von 1956 verlassen hatten. Väterlicherseits hat er donauschwäbische Vorfahren. Nach seiner Geburt zog die junge Familie zunächst nach São Paulo, kehrte 1967 mit dem damals elfjährigen Béla nach Europa zurück und ließ sich im Rhein-Main-Gebiet nieder. Bis ins Erwachsenenalter hinein besaß Réthy lediglich die brasilianische Staatsbürgerschaft. 1976 legte er an der Gutenbergschule in Wiesbaden das Abitur ab, anschließend studierte er an der Universität Mainz Publizistik, Soziologie und Ethnologie. Dabei besserte er sein Taschengeld im Sportarchiv des ZDF auf und wurde freier Mitarbeiter der Hauptredaktion. Zudem war er als Taxifahrer tätig.
Réthy spricht Deutsch, Ungarisch, Portugiesisch, Englisch, Französisch und Spanisch. Er lebt in Wiesbaden und sympathisiert mit Eintracht Frankfurt.

## Werdegang
Ab 1987 war Réthy fest als Redakteur beim ZDF angestellt. Zuerst war er auf die Sparte Motorsport angesetzt, seit 1991 war er als Live-Fußballkommentator tätig. Begonnen hatte er im Bereich Fußball als Assistent der Kommentatoren Rolf Kramer und Marcel Reif. Kramer erwähnte den 29-Jährigen während des WM-Finalspiels zwischen Deutschland und Argentinien am 29. Juni 1986: „73. Minute, sagt mir Béla Réthy an.“
Réthys erste Live-Reportage war ein Länderspiel zwischen der deutschen und irischen U16 im Jahr 1991. Primär als Kommentator beim Zweiten Deutschen Fernsehen tätig, kommentierte er von 1996 bis 2018 alle vom ZDF übertragenen Endspiele der Welt- und Europameisterschaften, d. h. der Europameisterschaft 1996 in England (Deutschland gegen Tschechien), der Weltmeisterschaft 2002 in Japan und Südkorea (Deutschland gegen Brasilien), der Europameisterschaft 2004 in Portugal (Portugal gegen Griechenland), der Weltmeisterschaft 2010 in Südafrika (Spanien gegen Niederlande), der Europameisterschaft 2012 in Polen/Ukraine (Spanien gegen Italien) und der Weltmeisterschaft 2018 in Russland (Frankreich gegen Kroatien). Bei der Europameisterschaft 2021 kommentierte er das vom ZDF übertragene Endspiel (Italien gegen England) erstmals nicht mehr, obwohl er auch bei diesem Turnier als Kommentator eingesetzt worden war.
Zudem war Réthy bei vielen der vom ZDF übertragenen Spiele der Weltmeisterschaft 2006 in Deutschland Kommentator, darunter bei den deutschen Spielen gegen Costa Rica, Schweden, Italien und Portugal. Bei der Weltmeisterschaft 2014 kommentierte er unter anderem den deutschen 7:1-Sieg im Halbfinale gegen Brasilien.
Bei den Olympischen Sommerspielen 2012 in London, den Olympischen Sommerspielen 2016 in Rio de Janeiro und den Olympischen Sommerspielen 2021 in Tokyo kommentierte er Hockeyspiele.
Von 2012 bis 2018 kommentierte Réthy im Wechsel mit Oliver Schmidt die Spiele der UEFA Champions League im ZDF sowie jährlich das Finale des Wettbewerbs.
Nach der Fußball-Weltmeisterschaft 2022 ging Réthy in den Ruhestand. Das letzte Spiel, das er für das ZDF kommentierte, war an seinem 66. Geburtstag das WM-Halbfinale zwischen Frankreich und Marokko.

## Medienecho
- Nach Réthys Reportage des Viertelfinales zwischen Frankreich und Brasilien bei der WM 2006 kommentierte die Süddeutsche Zeitung: „Réthy will vermutlich nicht unsterblich werden, nicht der neue Herbert Zimmermann, er will nicht genial sein, sondern nur gut. Er ist kein Talk- und Showmaster […], sondern tatsächlich ein Fußballkritiker, der sich nicht so schnell besoffen machen lässt.“[10]
- Während der Europameisterschaft 2008 musste Réthy kurzzeitig wegen eines unwetterbedingten Bildausfalls die Halbfinalbegegnung Deutschland gegen die Türkei im ausführlichen Radiostil kommentieren. Spiegel Online kritisierte: „Der Ausfall offenbarte, wie wenig Fernsehleute noch zu sagen haben […] Béla Réthy hatte schon vorher so gewirkt, als wäre er kommentatorisch nicht ganz auf Ballhöhe.“[11]

## Engagement
Réthy unterstützt als Botschafter die Initiative Respekt! Kein Platz für Rassismus.

## Auszeichnungen
Herbert-Award
- 2007: Auszeichnung in der Kategorie Bester TV-Livekommentator
- 2009: Auszeichnung in der Kategorie Emotionalste Reportage (Publikumspreis)
- 2009: Auszeichnung in der Kategorie Bester Sportkommentator